# Kungsklippan, Stora Essingen

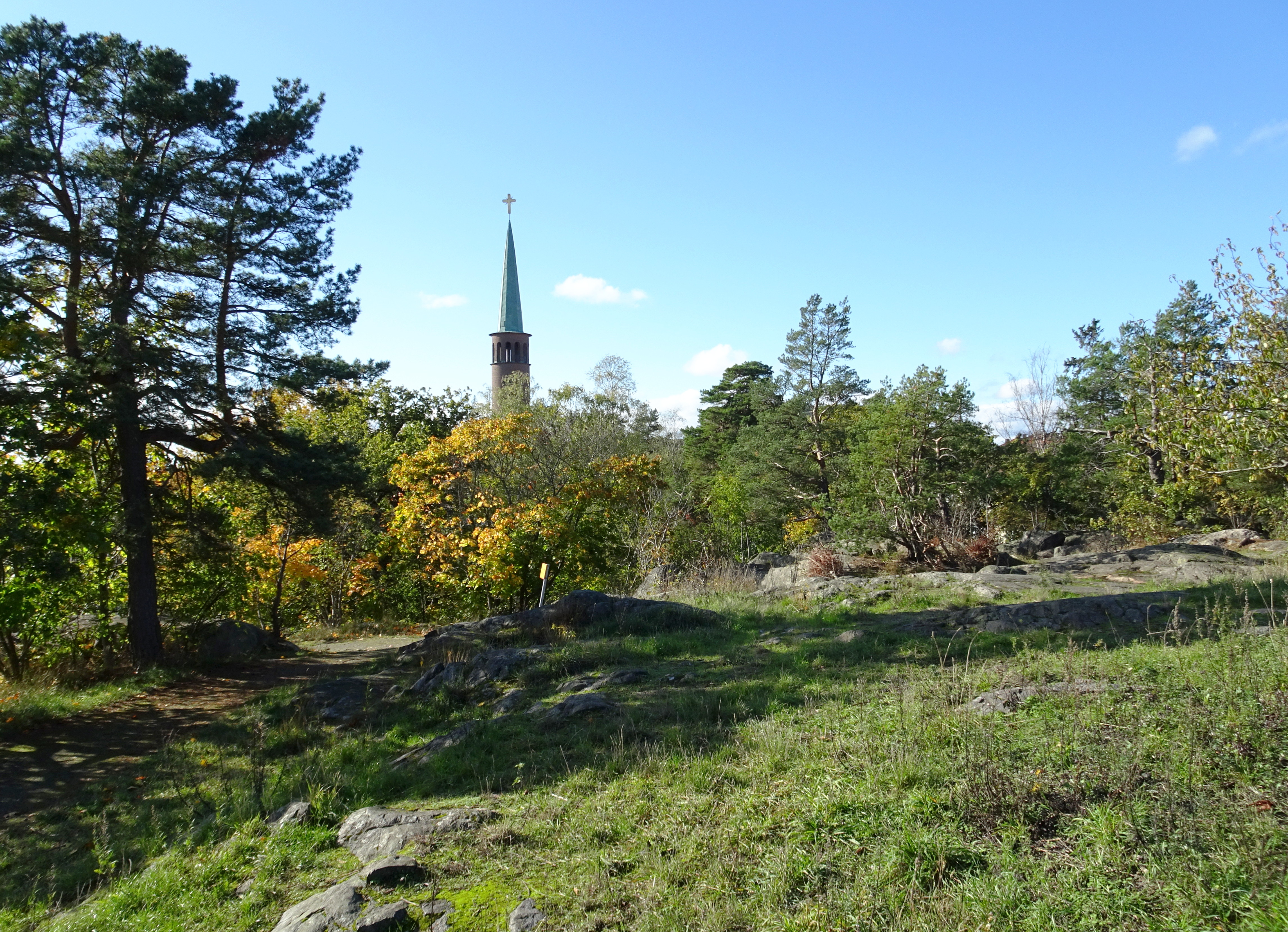
Kungsklippan med Essinge kyrkas torn i fonden, oktober 2020.

Kungsklippan kallas ett bergigt parkområde på Stora Essingen inom Kungsholmens stadsdelsområde i Stockholm. Kungsklippan utgör med 41 meter över havet även Stora Essingens högsta punkt. Namnet är inte officiellt men förekommer redan på 1940-talet i Stockholms kommuns handlingar.

## Historik

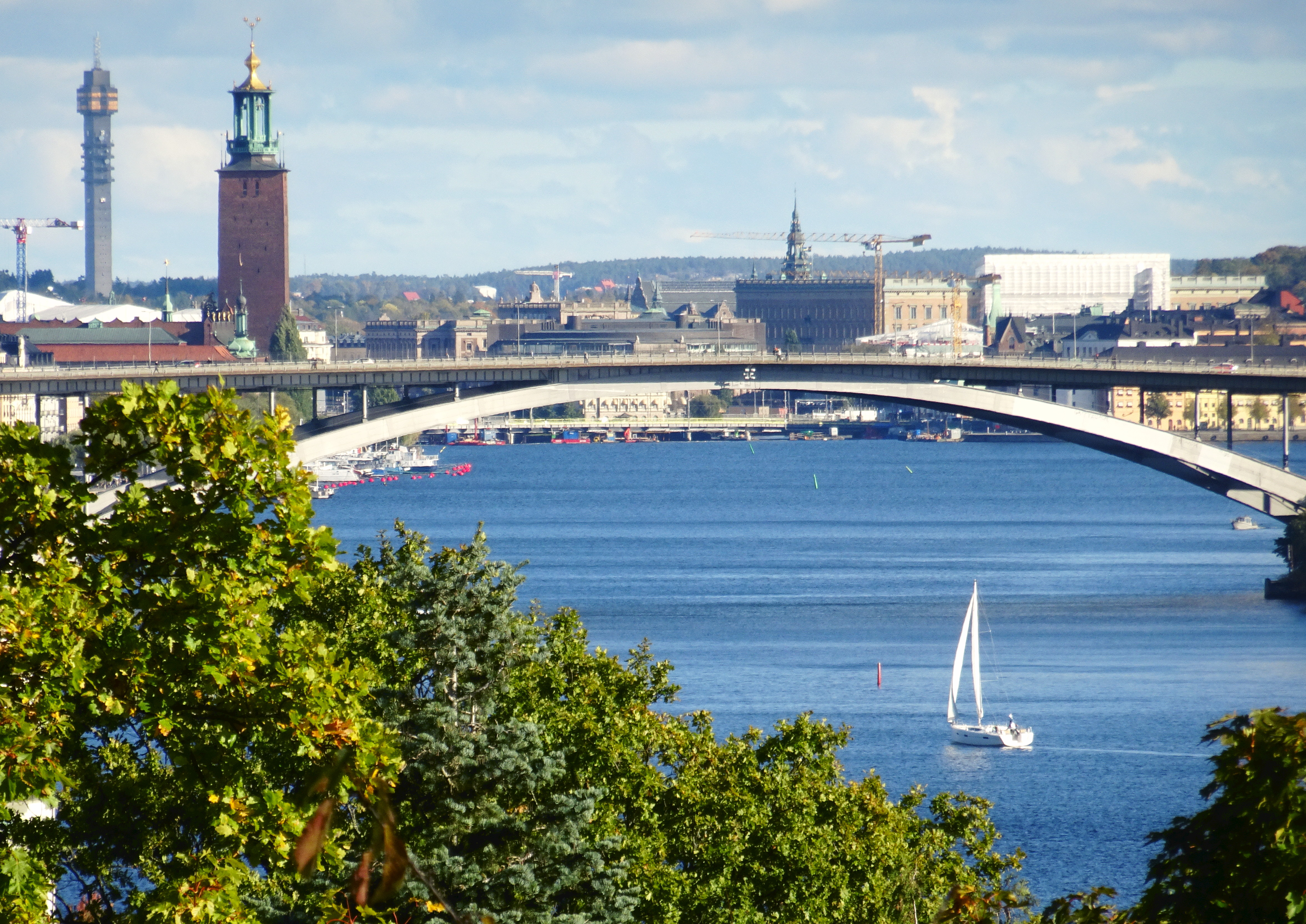
Utsikt från Kungsklippan österut med Västerbron, Stockholms stadshus och Kaknästornet längst bort.

Kungsklippan är en långsmal höjdplatå som ligger på Stora Essingens östra sida och är en del av kvarteret Gammelgården. Vid södra sluttningen sträcker sig Gammelgårdsvägen. Här återfinns själva Gammelgården som var en arrendegård under Ulvsunda slott och finns inritad på en lantmäterikarta från 1868. Byggnaden är fortfarande bevarad, nu som privatbostad.  
På Stora Essingens äldre stadsplaner från 1930-talet reserverades mark på Kungsklippan ”för allmänt ändamål”, tänkt för en framtida kyrkbyggnad. Ett liknande markområde avsattes som alternativ även på den något lägre höjdplatån väster om Kungsklippan. Efter en motion i kommunfullmäktige 1943 bestämdes 1945 att bebyggelse med kyrka på Kungsklippan skulle utgå och att hela området bör utläggas som parkmark. Essinge kyrka uppfördes sedermera på den lägre höjdplatån och invigdes 1959.

## Beskrivning
Kungsklippan består av berg i dagen med inslag av låga tallar och buskar. Diagonal över höjdplatån sträcker sig en promenadväg. Essingeborna bruka tända sin valborgseld på toppen av berget som även är slutmål för firande av Valborg med musikkår som utgår från Essingetorget. Där växtligheten inte skymmer utsikten bjuder Kungsklippan på vidsträckt vy över Stockholm, ända bort till Kaknästornet.

## Bilder

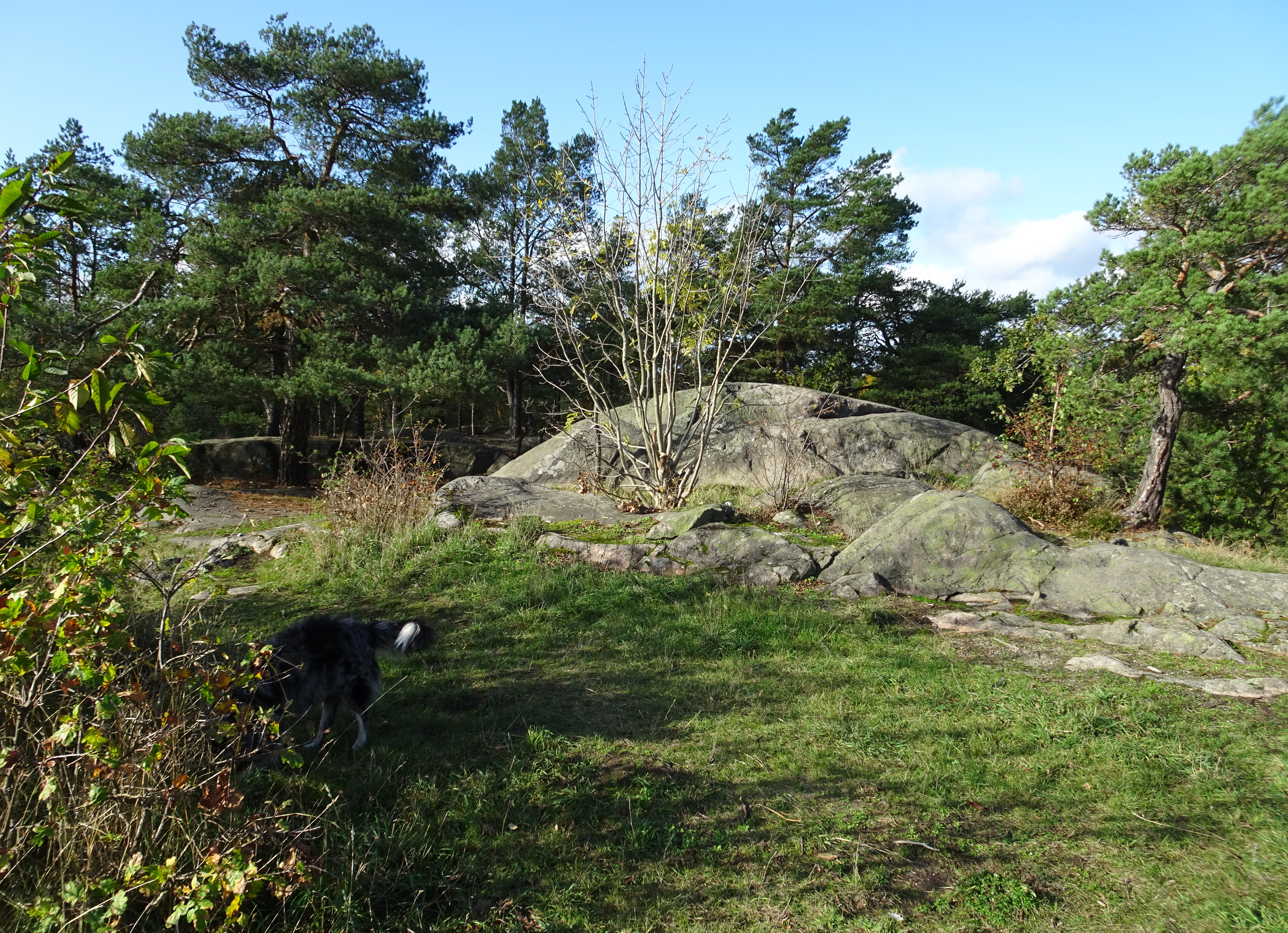
Själva klippan "Kungsklippan".
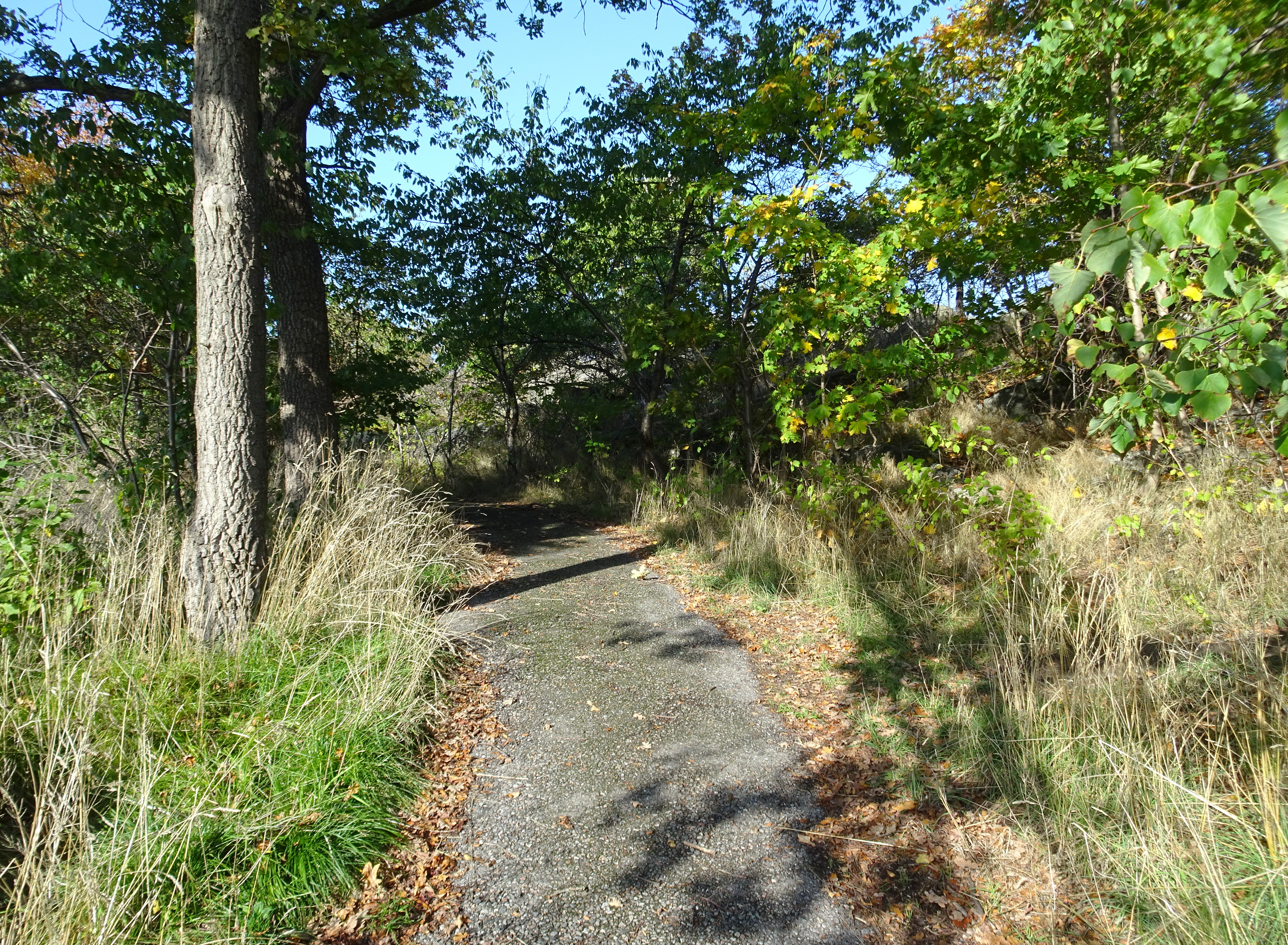
Stig från Gammelgårdsvägen upp till toppen.
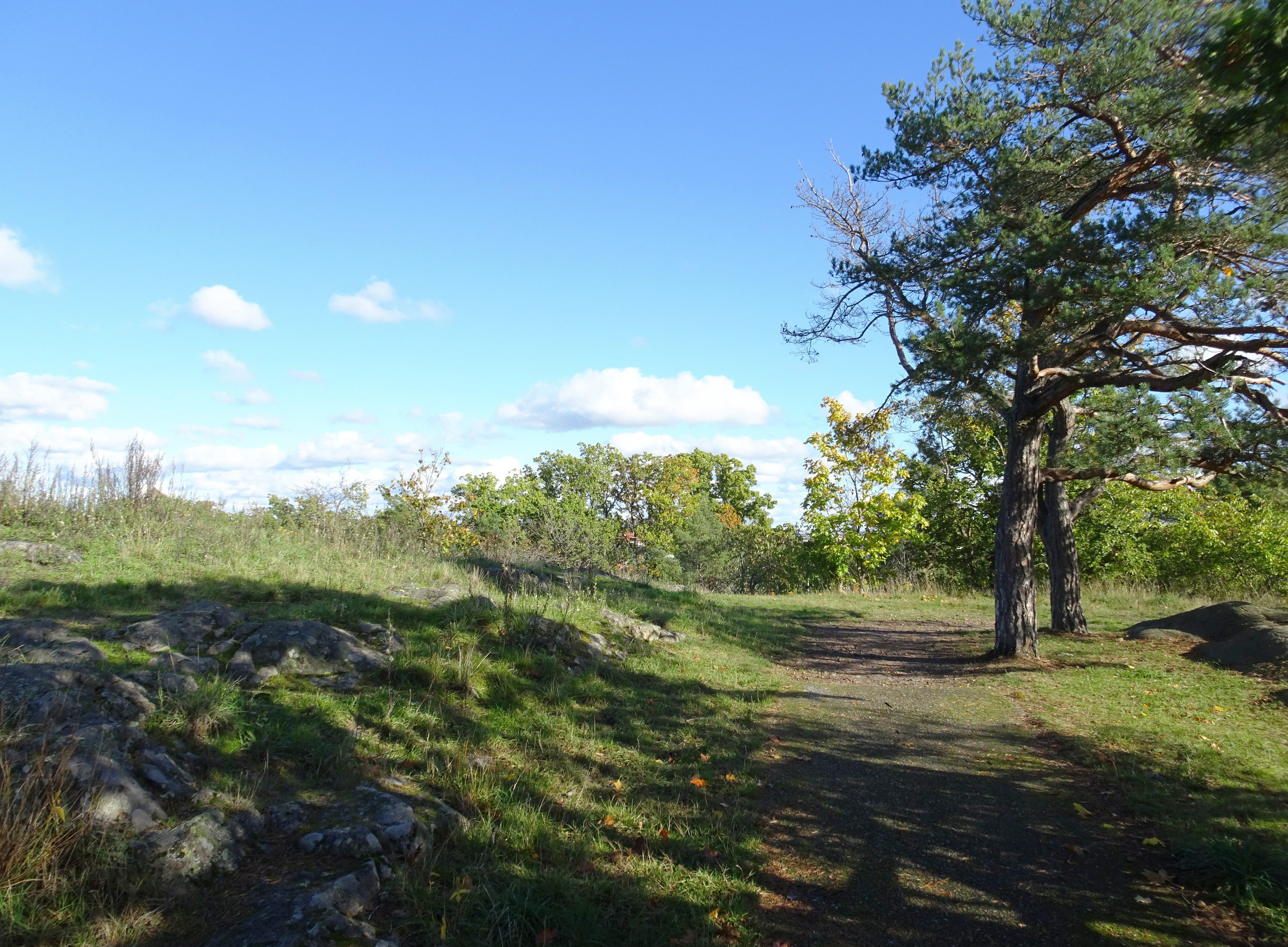
Kungsklippans höjdplatå.
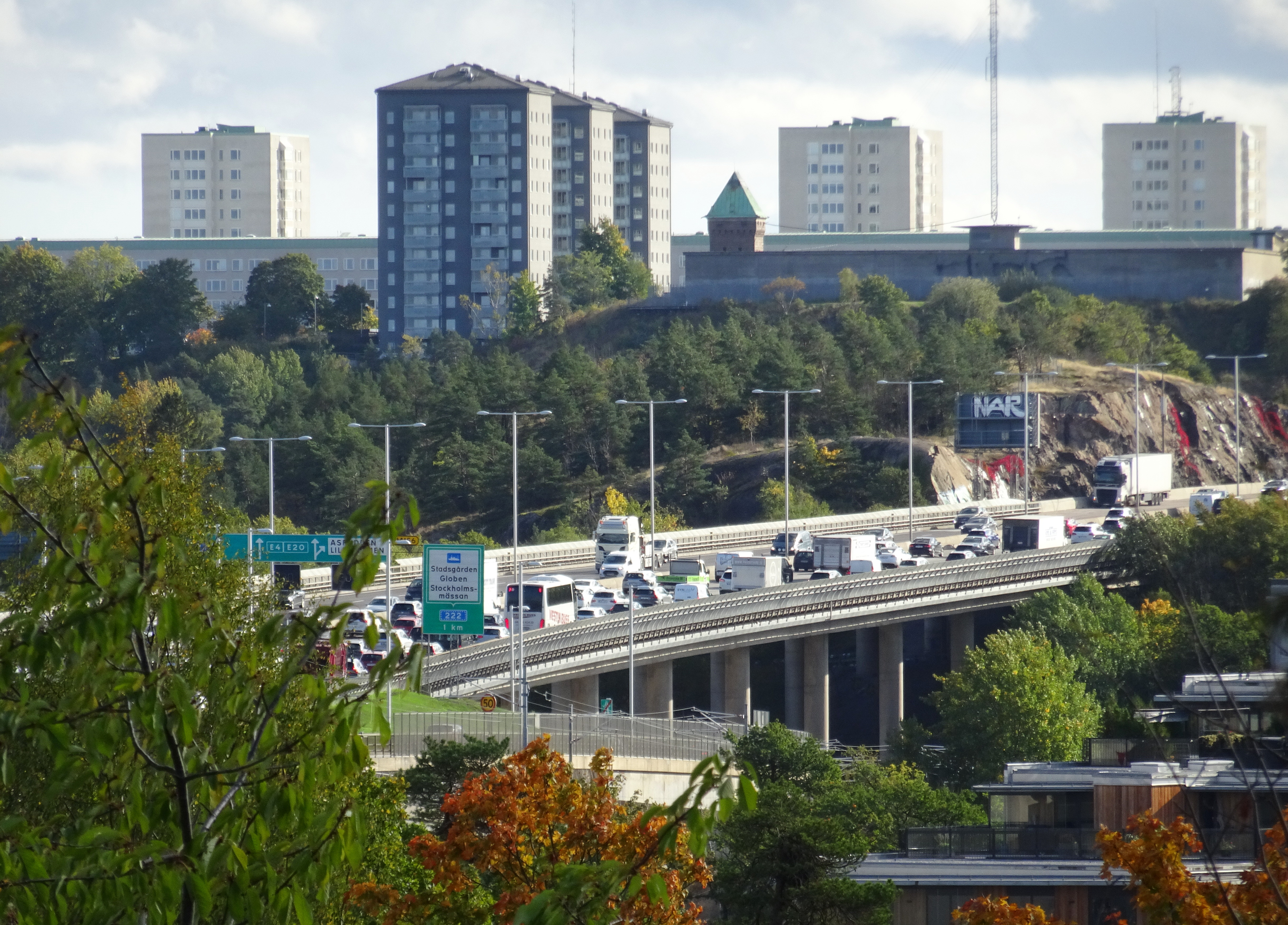
Vy över Essingeleden och Nybohovsberget.